# 發光銀口天竺鯛
發光銀口天竺鲷（學名：Jaydia photogaster），又稱光腹銀口天竺鯛，為輻鰭魚綱鈎頭魚目天竺鯛科銀口天竺鲷屬下的一個種，分布於西太平洋巴布亞紐幾內亞及印尼海域，深度18至52公尺，本魚體延長，長橢圓形，體稍側扁，頭大、眼大、口大且斜裂，頜齒細小，鋤骨和腭骨通常具齒，舌上無齒，前鰓蓋骨邊緣具鋸齒，鰓蓋骨後緣棘不發達，體被弱櫛鱗，體色淺灰色至銀色，體側具有9至10條深色橫紋，腹部具有發光器官，背鰭2個，尾鰭截形，背鰭硬棘8-9枚、背鰭軟條8-9枚、臀鰭硬棘2枚、臀鰭軟條8枚，體長可達6公分，棲息珊瑚礁潟湖，成小群活動，夜間活動，屬肉食性，繁殖期時，雄魚具有口孵習性，卵約7日化成仔魚，由雄魚吐出，具短暫的仔魚飄浮期，生活習性不明。